# Krzysztof Fede
Krzysztof Fede (ur. 1957) – polski żużlowiec.
Sport żużlowy uprawiał w latach 1976–1982, przez cały ten okres reprezentując barwy klubu Wybrzeże Gdańsk. Największy sukces w karierze odniósł w 1978 r., zdobywając tytuł drużynowego wicemistrza Polski. Był również dwukrotnym srebrnym medalistą młodzieżowych drużynowych mistrzostw Polskim, w latach 1978 i 1980. Dwukrotnie startował w finałach turniejów o "Brązowy Kask" (Gdańsk 1977 – VI m., Rybnik 1978 – V m.).
Po zakończeniu sportowej kariery był klubowym mechanikiem w Wybrzeżu Gdańsk.